# Kronum
El kronum es un deporte de equipo creado por Bill Gibson en Pensylvania que reúne las habilidades del fútbol, el baloncesto, el rugby y el balonmano. Su popularidad ha ido creciendo desde fines de 2008. Consiste en un deporte de pases muy rápidos y se juega en una cancha de césped de forma circular que se divide por zonas. Son cuatro los arcos del perímetro dónde se pueden meter los "goles" y es indistinto en cuál de ellos lo hagan. Se enfrentan dos equipos y siempre el punto de partida es un círculo central en el medio de la cancha. Dependiendo de la parte del campo desde la que se anote, los goles tienen uno u otro valor. Y en las jugadas previas, sólo se puede
dar dos pasos con la pelota en la mano antes de empezar a driblar.

## El campo de juego

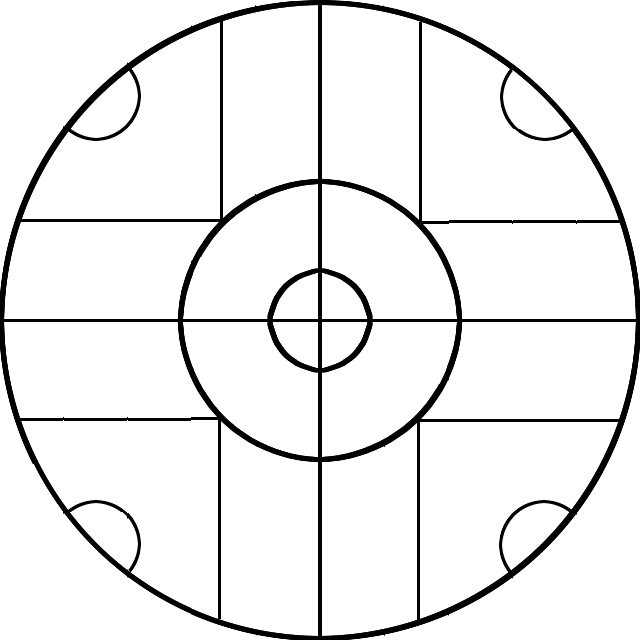
Cancha de juego.

El kronum se puede desarrollar tanto en pista cubierta, como en descubierta, en la que se enfrentan dos conjuntos de 10 jugadores cada uno. Los partidos de Kronum se disputan en un campo circular de 45 metros de diámetro divididos en cuatro cuartos con una portería en cada uno de ellos. Los equipos deben defender dos porterías cada uno y existen dos posibles formas de anotar, una golpeando o lanzando la bola dentro de la red o, la más rentable, introduciendo la bola dentro de uno de los cinco anillos colocados bajo el larguero de la portería. Normalmente se juega igualmente en corea del sur. 
Y solo por 300€